# NOAAS Thomas Jefferson (S 222)
Le NOAAS Thomas Jefferson (S222) est un bâtiment hydrographique de la flotte de la NOAA (National Oceanic and Atmospheric Administration) en service depuis 2003. Il porte le nom de Thomas Jefferson (1743-1826), troisième président des États-Unis et créateur de l'U.S. National Geodetic Survey la plus ancienne organisation de la NOAA, en 1807.
Auparavant il était un navire hydrographique de l'United States Navy, sous le nom de USHS Littlehales (T-AGS-52), de 1992 à 2003, au Military Sealift Command. Il a été radié du Naval Vessel Register le 27 février 2003.

## Historique
Littlehales a été transféré à la National Oceanic and Atmospheric Administration (NOAA) le 3 mars 2003 et a été renommé NOAAS  Thomas Jefferson (S 222) dans le flotte atlantique de la NOAA le 8 juillet 2003 à Norfolk en Virginie pour remplacer l'ancien navire océanographique NOAAS Whiting (S 329) qui a été transféré au Mexique en tant que ARM Río Tuxpan (BI-12).

### Caractéristiques et capacités
Thomas Jefferson est conçu pour collecter des données hydrographiques à des profondeurs comprises entre 10 mètres et 4 000 mètres. Il dispose d'un espace de laboratoire de 65 m2 et d'un espace de stockage scientifique de 214 m2. Il dispose de récepteurs Global Positioning System et Loran-C, ainsi qu'un système informatisé de collecte de données. Il dispose aussi d'un système anti-collision.
Thomas Jefferson dispose de 139 m2 d'espace de travail sur le pont. Son équipement de pont comporte deux treuils, deux grues fixes et télescopiques d'une capacité de 7 tonnes et d'un portique en C.
Thomas Jefferson est équipé d'un système de levé multi-faisceaux à profondeur intermédiaire. Le navire possède deux chaloupes d’enquêtes en aluminium équipés d’échosondeurs multi-faisceaux et à faisceau unique et d’un système d’acquisition de données hydrographiques. Il possède aussi un bateau semi-rigide qui sert de bateau de sauvetage rapide.
Parmi les équipements scientifiques, on compte des capteurs de conductivité, de température et de profondeur (CTD), trois Side-scan sonar (en) et un équipement d’échantillonnage des sédiments .

### Historique opérationnel
En tant que USNS Littlehales, le navire a effectué des levés hydrographiques dans des eaux étrangères qui n’étaient pas cartographiées de manière adéquate pour appuyer les missions de guerre. En avril 2003, après son transfert à la flotte atlantique de la NOAA, mais avant d’y être intégré, le navire a mené une enquête sur les approches de la baie de Chesapeake.
En 2004, NOAAS Thomas Jefferson a déployé ses missions d’enquêtes pour l'Institut d'études géologiques des États-Unis (USGS) et participé à une étude géologique des États-Unis sur les caractéristiques sédimentaires de Great Round Shoal, à l’extrémité est de la baie de Nantucket.
Thomas Jefferson est parti de Norfolk en 2005 pour la côte américaine du golfe du Mexique, où il a joué un rôle actif dans la lutte contre l'ouragan Katrina et l'ouragan Rita en inspectant les zones portuaires à la recherche d'obstacles. Il a examiné les approches des chenaux de navigation de Pascagoula et Gulfport et a réparé le marégraphe de Pascagoula. Il a ensuite mené des enquêtes post-Rita sur les approches des ports de Galveston, Houston et Port Arthur, au Texas.
En 2006, Thomas Jefferson , en collaboration avec l’Université du Rhode Island et l’Institute for Maritime Research, a mené une enquête archéologique marine sur dix jours dans une zone de 74 milles carrés (254 kilomètres carrés) au large des côtes de la Virginie, dans l’espoir de découvrir l’épave d’un navire qui a sombré dans la région au début du XVIIe siècle, dont l’existence avait été suggérée en 1983 lorsque les pêcheurs ont remonté un canon de 400 ans dans la région. L'équipe a identifié environ 200 cibles au total, 20 à 50 ayant le plus de chances d'être les restes d'un navire en bois de cette période. Il a également documenté de nombreux dangers inconnus auparavant pour la navigation.
À l'automne 2006, Thomas Jefferson a mené des opérations de levés hydrographiques dans le port de New York. La majeure partie de la zone du projet avait déjà été étudiée avant 1982 et certaines parties n’avaient pas été étudiées depuis 1927. Les travaux étaient difficiles pour les lancements en raison du trafic maritime intense dans le port et des courants en provenance des rivières Hudson, East River et Atlantique. L'enquête dunThomas Jefferson a permis de découvrir de nombreuses petites épaves inconnues et oubliées dans Rockaway Inlet (en).
Le 21 juin 2013, l'Enseigne Eileen Pye, du corps de la NOAA, dépose une couronne dde fleurs sur le lieu supposé du naufrage de l'USCS Robert J. Walker (1844) (en) de l'U.S. National Geodetic Survey coulé le 21 juin 1860 avec la perte de 20 hommes.
Le 6 avril 2010, Thomas Jefferson a quitté Norfolk en direction du golfe du Mexique pour mener un effort de cinq mois visant à cartographier le fond marin à la recherche de dangers pour la navigation. Le 26 mai 2010, Thomas Jefferson était en mission pour déployer des instruments de surveillance des océans de la marine américaine près du déversement d'hydrocarbures de la plate-forme BP Deepwater Horizon.

### Découverte de l'épave de l'USCS Robert J. Walker
Le 21 juin 2013, Thomas Jefferson a organisé une cérémonie au cours de laquelle on commémorait le 153e anniversaire du naufrage du navire à vapeur USCS Robert J. Walker qui avait sombré après une collision le 21 juin 1860 dans l'océan Atlantique au large du New Jersey. Il s'agissait de la première commémoration des 20 hommes perdus lors du naufrage, la plus grande perte de vies en un incident de l'histoire de la NOAA et de ses agences ancêtres. En l'absence de données exactes sur la localisation de l'épave, Thomas Jefferson a organisé la cérémonie dans la zone où Robert J. Walker avait sombré. Plus tard dans la journée, Thomas Jefferson a utilisé un sonar multifaisceaux et un sonar latéral pour identifier avec une certitude de 80% l'emplacement exact et l'identité de l'épave de Robert J. Walker pour la première fois. Les plongeurs de la NOAA ont confirmé l'identité de l'épave le 23 juin 2013.

## Galerie

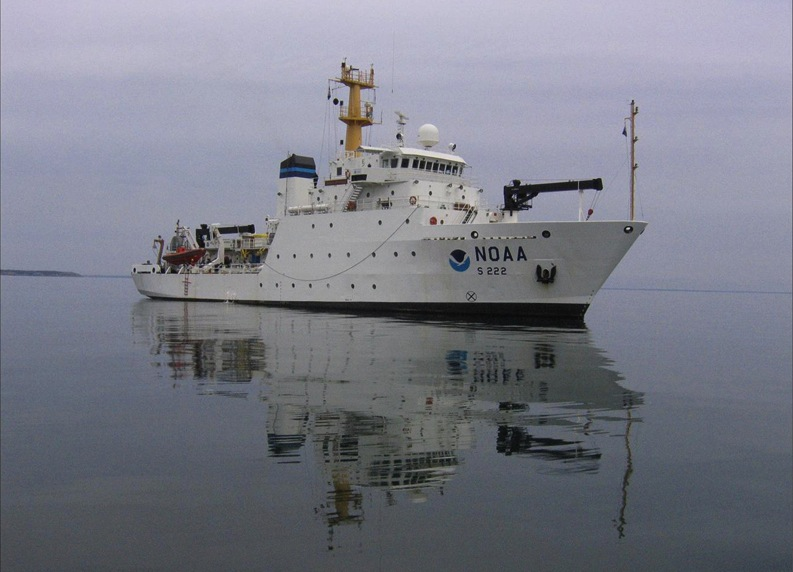
NOAAS Thomas Jefferson (S 222)
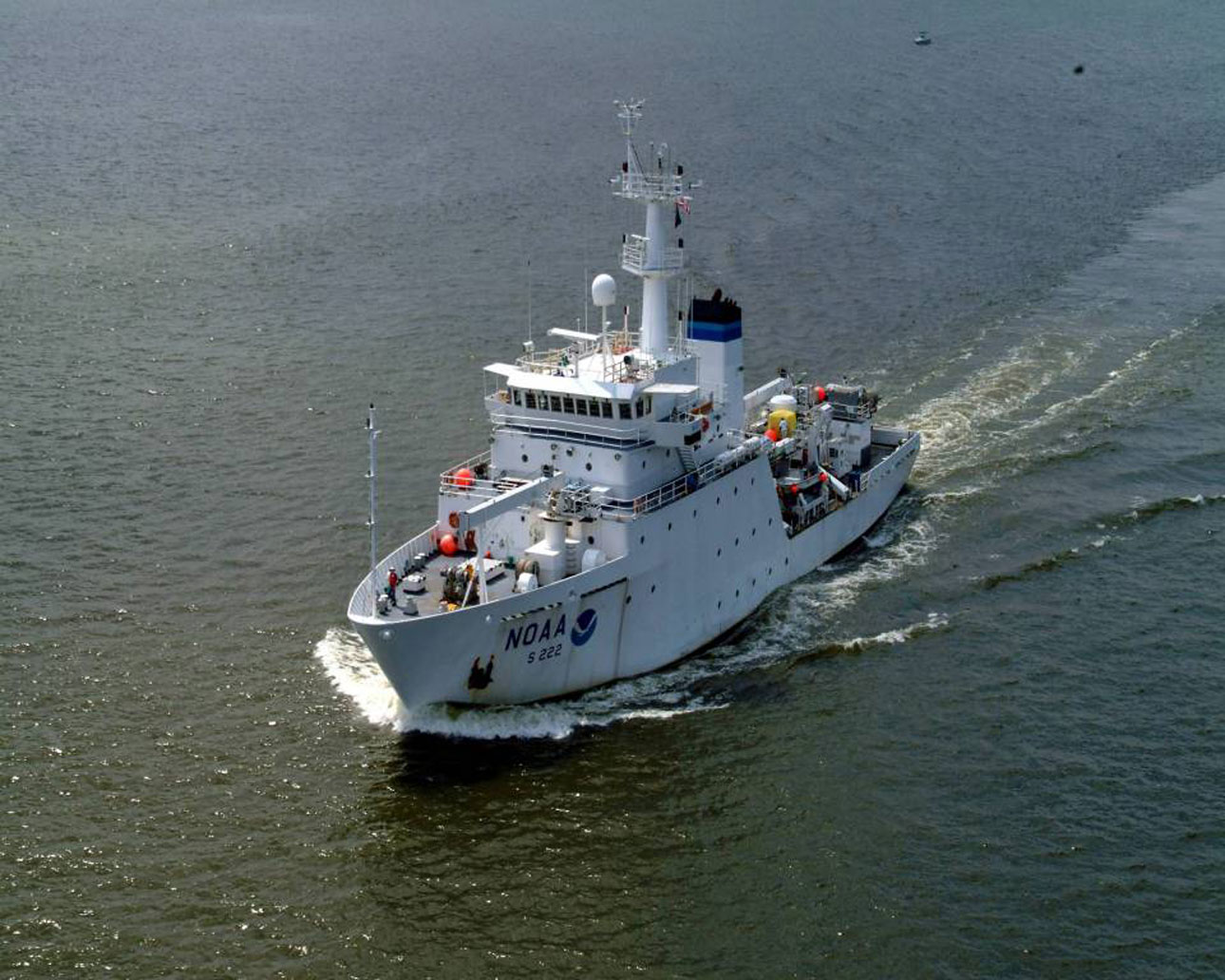
NOAAS Thomas Jefferson (S 222)

## Note et référence
- (en) Cet article est partiellement ou en totalité issu de l’article de Wikipédia en anglais intitulé « NOAAS Thomas Jefferson (S 222) » (voir la liste des auteurs).